# Arrondissement du Puy-en-Velay
L'arrondissement du Puy-en-Velay est une division administrative française, située dans le département de la Haute-Loire et la région Auvergne-Rhône-Alpes.

## Composition

### Composition avant 2015
- Allègre, qui groupe 8 communes :
  - Allègre, Bellevue-la-Montagne, Céaux-d'Allègre, La Chapelle-Bertin, Fix-Saint-Geneys, Monlet, Varennes-Saint-Honorat et Vernassal.
- Cayres, qui groupe 7 communes :
  - Alleyras, Le Bouchet-Saint-Nicolas, Cayres, Costaros, Ouides, Saint-Jean-Lachalm et Séneujols.
- Craponne-sur-Arzon, qui groupe 8 communes :
  - Beaune-sur-Arzon, Chomelix, Craponne-sur-Arzon, Jullianges, Saint-Georges-Lagricol, Saint-Jean-d'Aubrigoux, Saint-Julien-d'Ance et Saint-Victor-sur-Arlanc.
- Fay-sur-Lignon, qui groupe 6 communes :
  - Champclause, Chaudeyrolles, Les Estables, Fay-sur-Lignon, Saint-Front et Les Vastres.
- Loudes, qui groupe 9 communes :
  - Chaspuzac, Loudes, Saint-Jean-de-Nay, Saint-Privat-d'Allier, Saint-Vidal, Sanssac-l'Église, Vazeilles-Limandre, Vergezac et Le Vernet.
- Le Monastier-sur-Gazeille, qui groupe 11 communes :
  - Alleyrac, Chadron, Freycenet-la-Cuche, Freycenet-la-Tour, Goudet, Laussonne, Le Monastier-sur-Gazeille, Moudeyres, Présailles, Saint-Martin-de-Fugères et Salettes.
- Pradelles, qui groupe 11 communes :
  - Arlempdes, Barges, Lafarre, Landos, Pradelles, Rauret, Saint-Arcons-de-Barges, Saint-Étienne-du-Vigan, Saint-Haon, Saint-Paul-de-Tartas et Vielprat.
- Le Puy-en-Velay-Est, qui groupe 4 communes :
  - Blavozy, Brives-Charensac, Le Puy-en-Velay (fraction de commune) et Saint-Germain-Laprade.
- Le Puy-en-Velay-Nord, qui groupe 7 communes :
  - Aiguilhe, Chadrac, Chaspinhac, Malrevers, Le Monteil, Polignac et Le Puy-en-Velay (fraction de commune).
- Le Puy-en-Velay-Ouest, qui groupe 3 communes :
  - Ceyssac, Espaly-Saint-Marcel et Le Puy-en-Velay (fraction de commune).
- Le Puy-en-Velay-Sud-Est, qui groupe 3 communes :
  - Arsac-en-Velay, Coubon et Le Puy-en-Velay (fraction de commune).
- Le Puy-en-Velay-Sud-Ouest, qui groupe 2 communes :
  - Le Puy-en-Velay (fraction de commune) et Vals-près-le-Puy.
- Saint-Julien-Chapteuil, qui groupe 8 communes :
  - Lantriac, Montusclat, Le Pertuis, Queyrières, Saint-Étienne-Lardeyrol, Saint-Hostien, Saint-Julien-Chapteuil et Saint-Pierre-Eynac.
- Saint-Paulien, qui groupe 7 communes :
  - Blanzac, Borne, Lavoûte-sur-Loire, Lissac, Saint-Geneys-près-Saint-Paulien, Saint-Paulien et Saint-Vincent.
- Solignac-sur-Loire, qui groupe 5 communes :
  - Bains, Le Brignon, Cussac-sur-Loire, Saint-Christophe-sur-Dolaison et Solignac-sur-Loire.
- Vorey, qui groupe 7 communes :
  - Beaulieu, Chamalières-sur-Loire, Mézères, Roche-en-Régnier, Rosières, Saint-Pierre-du-Champ et Vorey-sur-Arzon.

### Découpage communal depuis 2015
Depuis 2015, le nombre de communes des arrondissements varie chaque année soit du fait du redécoupage cantonal de 2014 qui a conduit à l'ajustement de périmètres de certains arrondissements, soit à la suite de la création de communes nouvelles.
Au 1er janvier 2024, l'arrondissement groupe les 102 communes suivantes :
| Nom                             | Code Insee | Intercommunalité                      | Superficie (km2) | Population (dernière pop. légale) | Densité (hab./km2) | Modifier                                    |
| ------------------------------- | ---------- | ------------------------------------- | ---------------- | --------------------------------- | ------------------ | ------------------------------------------- |
| Le Puy-en-Velay (chef-lieu)     | 43157      | CA du Puy-en-Velay                    | 16,79            | 18 989 (2022)                     | 1 131              | modifier les données · modifier les données |
| Aiguilhe                        | 43002      | CA du Puy-en-Velay                    | 1,10             | 1 483 (2022)                      | 1 348              | modifier les données · modifier les données |
| Allègre                         | 43003      | CA du Puy-en-Velay                    | 23,57            | 892 (2022)                        | 38                 | modifier les données · modifier les données |
| Alleyrac                        | 43004      | CC Mézenc-Loire-Meygal                | 11,34            | 118 (2022)                        | 10                 | modifier les données · modifier les données |
| Alleyras                        | 43005      | CC des Pays de Cayres et de Pradelles | 24,86            | 153 (2022)                        | 6,2                | modifier les données · modifier les données |
| Arlempdes                       | 43008      | CC des Pays de Cayres et de Pradelles | 13,74            | 148 (2022)                        | 11                 | modifier les données · modifier les données |
| Arsac-en-Velay                  | 43010      | CA du Puy-en-Velay                    | 12,15            | 1 216 (2022)                      | 100                | modifier les données · modifier les données |
| Bains                           | 43018      | CA du Puy-en-Velay                    | 37,56            | 1 387 (2022)                      | 37                 | modifier les données · modifier les données |
| Barges                          | 43019      | CC des Pays de Cayres et de Pradelles | 7,02             | 106 (2022)                        | 15                 | modifier les données · modifier les données |
| Beaulieu                        | 43021      | CA du Puy-en-Velay                    | 22,27            | 1 071 (2022)                      | 48                 | modifier les données · modifier les données |
| Beaune-sur-Arzon                | 43023      | CA du Puy-en-Velay                    | 14,38            | 217 (2022)                        | 15                 | modifier les données · modifier les données |
| Bellevue-la-Montagne            | 43026      | CA du Puy-en-Velay                    | 32,74            | 448 (2022)                        | 14                 | modifier les données · modifier les données |
| Blanzac                         | 43030      | CA du Puy-en-Velay                    | 8,62             | 450 (2022)                        | 52                 | modifier les données · modifier les données |
| Blavozy                         | 43032      | CA du Puy-en-Velay                    | 6,38             | 1 722 (2022)                      | 270                | modifier les données · modifier les données |
| Borne                           | 43036      | CA du Puy-en-Velay                    | 5,48             | 405 (2022)                        | 74                 | modifier les données · modifier les données |
| Le Bouchet-Saint-Nicolas        | 43037      | CC des Pays de Cayres et de Pradelles | 19,31            | 271 (2022)                        | 14                 | modifier les données · modifier les données |
| Le Brignon                      | 43039      | CA du Puy-en-Velay                    | 34,90            | 615 (2022)                        | 18                 | modifier les données · modifier les données |
| Brives-Charensac                | 43041      | CA du Puy-en-Velay                    | 4,87             | 4 242 (2022)                      | 871                | modifier les données · modifier les données |
| Cayres                          | 43042      | CC des Pays de Cayres et de Pradelles | 29,22            | 687 (2022)                        | 24                 | modifier les données · modifier les données |
| Céaux-d'Allègre                 | 43043      | CA du Puy-en-Velay                    | 32,41            | 484 (2022)                        | 15                 | modifier les données · modifier les données |
| Ceyssac                         | 43045      | CA du Puy-en-Velay                    | 10,86            | 439 (2022)                        | 40                 | modifier les données · modifier les données |
| Chadrac                         | 43046      | CA du Puy-en-Velay                    | 2,48             | 2 502 (2022)                      | 1 009              | modifier les données · modifier les données |
| Chadron                         | 43047      | CC Mézenc-Loire-Meygal                | 13,62            | 348 (2022)                        | 26                 | modifier les données · modifier les données |
| Chamalières-sur-Loire           | 43049      | CA du Puy-en-Velay                    | 13,40            | 517 (2022)                        | 39                 | modifier les données · modifier les données |
| Champclause                     | 43053      | CC Mézenc-Loire-Meygal                | 22,27            | 203 (2022)                        | 9,1                | modifier les données · modifier les données |
| La Chapelle-Bertin              | 43057      | CA du Puy-en-Velay                    | 11,29            | 50 (2022)                         | 4,4                | modifier les données · modifier les données |
| Chaspinhac                      | 43061      | CA du Puy-en-Velay                    | 16,44            | 881 (2022)                        | 54                 | modifier les données · modifier les données |
| Chaspuzac                       | 43062      | CA du Puy-en-Velay                    | 9,77             | 849 (2022)                        | 87                 | modifier les données · modifier les données |
| Chaudeyrolles                   | 43066      | CC Mézenc-Loire-Meygal                | 18,90            | 128 (2022)                        | 6,8                | modifier les données · modifier les données |
| Chomelix                        | 43071      | CA du Puy-en-Velay                    | 26,47            | 449 (2022)                        | 17                 | modifier les données · modifier les données |
| Costaros                        | 43077      | CC des Pays de Cayres et de Pradelles | 3,85             | 552 (2022)                        | 143                | modifier les données · modifier les données |
| Coubon                          | 43078      | CA du Puy-en-Velay                    | 22,73            | 3 137 (2022)                      | 138                | modifier les données · modifier les données |
| Craponne-sur-Arzon              | 43080      | CA du Puy-en-Velay                    | 33,37            | 2 004 (2022)                      | 60                 | modifier les données · modifier les données |
| Cussac-sur-Loire                | 43084      | CA du Puy-en-Velay                    | 10,27            | 1 658 (2022)                      | 161                | modifier les données · modifier les données |
| Espaly-Saint-Marcel             | 43089      | CA du Puy-en-Velay                    | 6,29             | 3 574 (2022)                      | 568                | modifier les données · modifier les données |
| Les Estables                    | 43091      | CC Mézenc-Loire-Meygal                | 33,94            | 318 (2022)                        | 9,4                | modifier les données · modifier les données |
| Fay-sur-Lignon                  | 43092      | CC Mézenc-Loire-Meygal                | 13,24            | 344 (2022)                        | 26                 | modifier les données · modifier les données |
| Fix-Saint-Geneys                | 43095      | CA du Puy-en-Velay                    | 7,91             | 141 (2022)                        | 18                 | modifier les données · modifier les données |
| Freycenet-la-Cuche              | 43097      | CC Mézenc-Loire-Meygal                | 16,25            | 105 (2022)                        | 6,5                | modifier les données · modifier les données |
| Freycenet-la-Tour               | 43098      | CC Mézenc-Loire-Meygal                | 7,93             | 114 (2022)                        | 14                 | modifier les données · modifier les données |
| Goudet                          | 43101      | CC Mézenc-Loire-Meygal                | 4,50             | 75 (2022)                         | 17                 | modifier les données · modifier les données |
| Jullianges                      | 43108      | CA du Puy-en-Velay                    | 18,44            | 434 (2022)                        | 24                 | modifier les données · modifier les données |
| Lafarre                         | 43109      | CC des Pays de Cayres et de Pradelles | 13,02            | 82 (2022)                         | 6,3                | modifier les données · modifier les données |
| Landos                          | 43111      | CC des Pays de Cayres et de Pradelles | 36,51            | 869 (2022)                        | 24                 | modifier les données · modifier les données |
| Lantriac                        | 43113      | CC Mézenc-Loire-Meygal                | 22,83            | 1 929 (2022)                      | 84                 | modifier les données · modifier les données |
| Laussonne                       | 43115      | CC Mézenc-Loire-Meygal                | 25,11            | 1 019 (2022)                      | 41                 | modifier les données · modifier les données |
| Lavoûte-sur-Loire               | 43119      | CA du Puy-en-Velay                    | 10,16            | 813 (2022)                        | 80                 | modifier les données · modifier les données |
| Lissac                          | 43122      | CA du Puy-en-Velay                    | 12,03            | 293 (2022)                        | 24                 | modifier les données · modifier les données |
| Loudes                          | 43124      | CA du Puy-en-Velay                    | 24,33            | 947 (2022)                        | 39                 | modifier les données · modifier les données |
| Malrevers                       | 43126      | CA du Puy-en-Velay                    | 14,09            | 756 (2022)                        | 54                 | modifier les données · modifier les données |
| Mézères                         | 43134      | CA du Puy-en-Velay                    | 8,58             | 167 (2022)                        | 19                 | modifier les données · modifier les données |
| Le Monastier-sur-Gazeille       | 43135      | CC Mézenc-Loire-Meygal                | 39,39            | 1 773 (2022)                      | 45                 | modifier les données · modifier les données |
| Monlet                          | 43138      | CA du Puy-en-Velay                    | 35,70            | 406 (2022)                        | 11                 | modifier les données · modifier les données |
| Le Monteil                      | 43140      | CA du Puy-en-Velay                    | 2,22             | 677 (2022)                        | 305                | modifier les données · modifier les données |
| Montusclat                      | 43143      | CC Mézenc-Loire-Meygal                | 10,47            | 123 (2022)                        | 12                 | modifier les données · modifier les données |
| Moudeyres                       | 43144      | CC Mézenc-Loire-Meygal                | 9,25             | 108 (2022)                        | 12                 | modifier les données · modifier les données |
| Ouides                          | 43145      | CC des Pays de Cayres et de Pradelles | 10,69            | 52 (2022)                         | 4,9                | modifier les données · modifier les données |
| Le Pertuis                      | 43150      | CA du Puy-en-Velay                    | 11,89            | 542 (2022)                        | 46                 | modifier les données · modifier les données |
| Polignac                        | 43152      | CA du Puy-en-Velay                    | 33,01            | 2 827 (2022)                      | 86                 | modifier les données · modifier les données |
| Pradelles                       | 43154      | CC des Pays de Cayres et de Pradelles | 17,48            | 535 (2022)                        | 31                 | modifier les données · modifier les données |
| Présailles                      | 43156      | CC Mézenc-Loire-Meygal                | 22,23            | 110 (2022)                        | 4,9                | modifier les données · modifier les données |
| Queyrières                      | 43158      | CC Mézenc-Loire-Meygal                | 13,95            | 357 (2022)                        | 26                 | modifier les données · modifier les données |
| Rauret                          | 43160      | CC des Pays de Cayres et de Pradelles | 20,75            | 200 (2022)                        | 9,6                | modifier les données · modifier les données |
| Roche-en-Régnier                | 43164      | CA du Puy-en-Velay                    | 26,92            | 477 (2022)                        | 18                 | modifier les données · modifier les données |
| Rosières                        | 43165      | CA du Puy-en-Velay                    | 26,82            | 1 536 (2022)                      | 57                 | modifier les données · modifier les données |
| Saint-Arcons-de-Barges          | 43168      | CC des Pays de Cayres et de Pradelles | 15,38            | 116 (2022)                        | 7,5                | modifier les données · modifier les données |
| Saint-Christophe-sur-Dolaizon   | 43174      | CA du Puy-en-Velay                    | 27,34            | 937 (2022)                        | 34                 | modifier les données · modifier les données |
| Saint-Étienne-du-Vigan          | 43180      | CC des Pays de Cayres et de Pradelles | 9,43             | 90 (2022)                         | 9,5                | modifier les données · modifier les données |
| Saint-Étienne-Lardeyrol         | 43181      | CA du Puy-en-Velay                    | 11,80            | 750 (2022)                        | 64                 | modifier les données · modifier les données |
| Saint-Front                     | 43186      | CC Mézenc-Loire-Meygal                | 52,33            | 413 (2022)                        | 7,9                | modifier les données · modifier les données |
| Saint-Geneys-près-Saint-Paulien | 43187      | CA du Puy-en-Velay                    | 16,49            | 319 (2022)                        | 19                 | modifier les données · modifier les données |
| Saint-Georges-Lagricol          | 43189      | CA du Puy-en-Velay                    | 19,17            | 523 (2022)                        | 27                 | modifier les données · modifier les données |
| Saint-Germain-Laprade           | 43190      | CA du Puy-en-Velay                    | 28,09            | 3 459 (2022)                      | 123                | modifier les données · modifier les données |
| Saint-Haon                      | 43192      | CC des Pays de Cayres et de Pradelles | 37,57            | 277 (2022)                        | 7,4                | modifier les données · modifier les données |
| Saint-Hostien                   | 43194      | CA du Puy-en-Velay                    | 13,49            | 694 (2022)                        | 51                 | modifier les données · modifier les données |
| Saint-Jean-d'Aubrigoux          | 43196      | CA du Puy-en-Velay                    | 17,80            | 183 (2022)                        | 10                 | modifier les données · modifier les données |
| Saint-Jean-de-Nay               | 43197      | CA du Puy-en-Velay                    | 28,26            | 338 (2022)                        | 12                 | modifier les données · modifier les données |
| Saint-Jean-Lachalm              | 43198      | CC des Pays de Cayres et de Pradelles | 34,64            | 303 (2022)                        | 8,7                | modifier les données · modifier les données |
| Saint-Julien-Chapteuil          | 43200      | CC Mézenc-Loire-Meygal                | 28,26            | 2 021 (2022)                      | 72                 | modifier les données · modifier les données |
| Saint-Julien-d'Ance             | 43201      | CA du Puy-en-Velay                    | 17,82            | 248 (2022)                        | 14                 | modifier les données · modifier les données |
| Saint-Martin-de-Fugères         | 43210      | CC Mézenc-Loire-Meygal                | 20,87            | 228 (2022)                        | 11                 | modifier les données · modifier les données |
| Saint-Paul-de-Tartas            | 43215      | CC des Pays de Cayres et de Pradelles | 27,47            | 193 (2022)                        | 7,0                | modifier les données · modifier les données |
| Saint-Paulien                   | 43216      | CA du Puy-en-Velay                    | 40,63            | 2 419 (2022)                      | 60                 | modifier les données · modifier les données |
| Saint-Pierre-du-Champ           | 43217      | CA du Puy-en-Velay                    | 31,09            | 555 (2022)                        | 18                 | modifier les données · modifier les données |
| Saint-Pierre-Eynac              | 43218      | CC Mézenc-Loire-Meygal                | 23,99            | 1 250 (2022)                      | 52                 | modifier les données · modifier les données |
| Saint-Privat-d'Allier           | 43221      | CA du Puy-en-Velay                    | 37,67            | 397 (2022)                        | 11                 | modifier les données · modifier les données |
| Saint-Victor-sur-Arlanc         | 43228      | CA du Puy-en-Velay                    | 11,88            | 91 (2022)                         | 7,7                | modifier les données · modifier les données |
| Saint-Vidal                     | 43229      | CA du Puy-en-Velay                    | 7,71             | 609 (2022)                        | 79                 | modifier les données · modifier les données |
| Saint-Vincent                   | 43230      | CA du Puy-en-Velay                    | 20,40            | 1 070 (2022)                      | 52                 | modifier les données · modifier les données |
| Salettes                        | 43231      | CC Mézenc-Loire-Meygal                | 20,28            | 154 (2022)                        | 7,6                | modifier les données · modifier les données |
| Sanssac-l'Église                | 43233      | CA du Puy-en-Velay                    | 15,28            | 1 078 (2022)                      | 71                 | modifier les données · modifier les données |
| Séneujols                       | 43238      | CC des Pays de Cayres et de Pradelles | 12,24            | 301 (2022)                        | 25                 | modifier les données · modifier les données |
| Solignac-sur-Loire              | 43241      | CA du Puy-en-Velay                    | 24,00            | 1 286 (2022)                      | 54                 | modifier les données · modifier les données |
| Vals-près-le-Puy                | 43251      | CA du Puy-en-Velay                    | 5,12             | 3 392 (2022)                      | 663                | modifier les données · modifier les données |
| Varennes-Saint-Honorat          | 43252      | CC des Rives du Haut Allier           | 11,91            | 26 (2022)                         | 2,2                | modifier les données · modifier les données |
| Les Vastres                     | 43253      | CC Mézenc-Loire-Meygal                | 30,34            | 191 (2022)                        | 6,3                | modifier les données · modifier les données |
| Vazeilles-Limandre              | 43254      | CA du Puy-en-Velay                    | 11,72            | 265 (2022)                        | 23                 | modifier les données · modifier les données |
| Vergezac                        | 43257      | CA du Puy-en-Velay                    | 20,31            | 470 (2022)                        | 23                 | modifier les données · modifier les données |
| Vernassal                       | 43259      | CA du Puy-en-Velay                    | 19,23            | 363 (2022)                        | 19                 | modifier les données · modifier les données |
| Le Vernet                       | 43260      | CA du Puy-en-Velay                    | 3,82             | 22 (2022)                         | 5,8                | modifier les données · modifier les données |
| Vielprat                        | 43263      | CC des Pays de Cayres et de Pradelles | 7,24             | 67 (2022)                         | 9,3                | modifier les données · modifier les données |
| Vorey                           | 43267      | CA du Puy-en-Velay                    | 39,23            | 1 466 (2022)                      | 37                 | modifier les données · modifier les données |
| Arrondissement du Puy-en-Velay  | 432        |                                       | 1 930,70         | 97 088 (2022)                     | 50                 | modifier les données                        |

## Démographie
En 2022, l'arrondissement comptait 97 088 habitants.
| 1968   | 1975   | 1982   | 1990   | 1999   | 2006   | 2011   | 2016   | 2021   |
| ------ | ------ | ------ | ------ | ------ | ------ | ------ | ------ | ------ |
| 92 888 | 93 215 | 93 527 | 92 776 | 92 153 | 94 310 | 95 478 | 96 498 | 96 495 |

| 2022   | - | - | - | - | - | - | - | - |
| ------ | - | - | - | - | - | - | - | - |
| 97 088 | - | - | - | - | - | - | - | - |